# Donje Babine (Prijepolje)
Pour les articles homonymes, voir Donje Babine.
Donje Babine (en serbe cyrillique : Доње Бабине) est un village de Serbie situé dans la municipalité de Prijepolje, district de Zlatibor. Au recensement de 2011, il comptait 227 habitants.

## Démographie
| 1948 | 1953 | 1961 | 1971 | 1981 | 1991 | 2002 | 2011 |
| ---- | ---- | ---- | ---- | ---- | ---- | ---- | ---- |
| 721  | 741  | 779  | 741  | 599  | 432  | 319  | 227  |

|  |